# 中国人民解放军联勤保障部队第九〇八医院
中国人民解放军联勤保障部队第九〇八医院，位于江西省南昌市井冈山大道1028号，隶属无锡联勤保障中心，为三级甲等医院。

## 简介
第九四医院是综合性三级甲等医院，是南方医科大学等多所院校的教学医院，是中国人民解放军第四军医大学西京医院全军心血管外科研究所的临床基地。2012年10月18日，南京军区第九四医院举行“南昌大学附属长城医院”揭牌仪式暨门急诊、重症监护中心大楼改扩建竣工庆典活动，正式揭牌成为南昌大学非直属附属医院，同时启用第二名称“南昌大学附属长城医院”。  
2016年，在深化国防和军队改革中，中国人民解放军第九四医院由中国人民解放军南京军区联勤部转隶无锡联勤保障中心。

## 历史
1946年9月成立华中野战军第十纵队医疗队。1947年2月，改为华东野战军第十二纵队医疗队。1948年5月，在江苏省金湖县改为江淮军区后方医院。1949年4月改称皖北军区后方医院，先后驻安徽省肥东县、肥西县。1950年12月改称华东军区第十四野战医院，隶属华东军区卫生部，驻安徽省明光县。1951年3月改称华东军区第十四陆军医院，驻山东省兖州市。医院自成立后，先后参加苏中七战七捷、淮海战役、渡江战役、炮击金门、东山保卫战等战役，接收抗美援朝战争的中国人民志愿军伤病员等。1953年2月，医院迁址福建省福州市，转隶福建军区卫生部。1954年4月，医院迁址福建漳州，同年10月正式命名为中国人民解放军第九四医院。1958年10月转隶后勤第五分部。1961年11月转隶后勤第十八分部。1970年9月，奉军委命令与中国人民解放军第一七五医院对调，从福建漳州移防江西南昌，转隶江西省军区。

## 历任领导
| 院长 - 孙生（1954年12月—1956年7月） - 雷荣辉（1956年11月—1959年8月） - 杨克正（1959年8月—1961年3月） - 孙生（1961年3月—1964年6月） - 岗峯（1964年5月—1969年12月） - 王文敏（1969年12月—1979年5月） - 裴庚瑞（1979年5月—1984年6月） - 陆志范（1984年10月—1988年6月） - 徐伊亭（1988年8月—1997年9月） - 胡新勇（1997年9月—2005年12月） - 雷万生（2005年3月—2014年3月） - 陈荣剑（2014年3月—） | 政治委员 - 杨培华（1954年12月—1956年3月） - 杜俊（1956年3月—1960年5月） - 欧佩章（1960年5月—1961年3月） - 顾克（1961年3月—1969年12月） - 崔坤先（1969年12月—1981年7月） - 华杰（1981年7月—1983年7月） - 黄澄清（1983年7月—1986年9月） - 陈福成（1986年9月—1991年5月） - 王斯瑶（1991年5月—1996年3月） - 陈幸福（1996年3月—2002年3月） - 邓宏（2002年3月—2008年3月） - 袁军（2008年3月—2015年3月） - 郭银华（2015年3月—） |